# Eoophyla hemimelaena
Eoophyla hemimelaena là một loài bướm đêm trong họ Crambidae.